# Se frem til en tryg tid
|  | Denne artikel er oprettet af botten PalnaBot ud fra en ekstern database. Den kan derfor have sproglige fejl eller mangler. Denne skabelon kan fjernes efter kontrol af indholdet. |

Se frem til en tryg tid er en eksperimentalfilm instrueret af Jørgen Leth, Ole John efter manuskript af Jørgen Leth, Ole John.

## Handling
Ifølge filmens skabere "en film om en kniv, en hånd, noget hvidt skum, en hals, en mand, som taler. Om bevægelse, om et særligt smil, et særligt blik, nogle særlige lyde. En film om film (råfilm). En mand sidder ved havet en dag i Spanien, en anden mand står bag døren en fantastisk aften på Gasværksvej og mellem disse to situationer findes masser af cement og vodka, flødeskum og beton". Titlen henviser til et socialdemokratisk slogan.